# Andreas Tamitius
Andreas Tamitius, auch Tomnitz oder Tamnitz (* 13. August 1633 in Döhlen bei Dresden; † 1700 in Dresden) war ein deutscher Orgelbauer. Kurfürst Johann Georg II. ernannte ihn am 2. Januar 1669 zu seinem Hoforgelmacher in Dresden.

## Leben
Andreas Tamitius war Sohn des Pfarrers Andreas Tamitius.
Er begründete eine zur damaligen Zeit bedeutende Orgelbauerfamilie, welche ihre niederländischen und italienischen Einflüsse, die der Vater aus seiner Ausbildung im Ausland mitbrachte, in ihren Orgeln umsetzte. Die Familie war über drei Generationen in Böhmen, der Lausitz und Schlesien tätig. Seine Söhne Johann Gottlieb Tamitius (* 9. Februar 1691 in Dresden, † 24. oder 26. März 1769 in Zittau) und Johann Gottfried Tamitius († vor 27. November 1741), dieser wirkte 1738 an der Cottbuser Oberkirche St. Nikolai, waren ebenfalls Orgelbauer. Die Tochter Johanna Catharina († vor 1755) heiratete 1718 den Orgelbauer Johann Ernst Hähnel (* 12. Mai 1697, † 12. Januar 1777 in Hubertusburg). Dieser erlernte sein Handwerk vermutlich bei seinem Schwager Johann Gottlieb.
Neben dem Neubau und der Restaurierung von Orgeln, begutachtete er diese auch, wie zum Beispiel in Luckau: „Hoforgelbauer Andreas Tamitius aus Dresden und Christoph Junge aus Doberlug – haben unabhängig voneinander im Auftrag des Magistrats die Donat-Orgel untersucht. Sie habe Windversorgungsprobleme, Durchstecher in den Windladen, vor allem im Rückpositiv, da sie nicht sorgfältig gefertigt seien, und teilweise sei wenig gutes Material verwendet. (…)“ Im Jahre 1677 war in Luckau die Orgel des Christoph Donat aus Leipzig, erbaut in den Jahren 1672 bis 1673, noch immer nicht voll einsatzfähig.

## Werkliste
Von Andreas Tamitius sind über zehn Neubauten sowie einige Erweiterungen und Reparaturen vor allem im Königreich Sachsen bekannt.
Erhalten sind nur ein von ihm erweiterter Prospekt in Meißen-Oberweisa (1682 in Pirna) sowie wahrscheinlich vier Keilbälge aus Zwickau-Planitz von 1696, jetzt in Pomßen.

### Neubauten
Seine bedeutendsten Orgeln waren in Görlitz in der Kirche St. Peter und Paul von 1683/84 mit 47 Registern, die bereits 1691 durch einen Stadtbrand wieder zerstört wurde, sowie in der Stadtkirche Calau von 1675, die bis 1945 bestand.
| Jahr      | Ort                  | Gebäude                        | Manuale | Register | Bemerkungen |
| --------- | -------------------- | ------------------------------ | ------- | -------- | --- |
| 1671      | Nossen               | Stadtkirche                    | II/P    | 19       | nicht erhalten |
| 1671      | Bärnsdorf            | Dorfkirche                     | I/P     | 10       | nicht erhalten |
| 1675–1676 | Calau                | Stadtkirche                    | II/P    | 20       | 1945 zerstört |
| 1676      | Pretzschendorf       | Dorfkirche                     | II/P    | 11       | nicht erhalten. Orgelgeschichte |
| 1679      | Strahwalde           | Kirche                         |         |          | nicht erhalten |
| 1682      | Dresden              | Jacobshospital                 |         |          | Positiv, nicht erhalten |
| 1683–1684 | Görlitz              | Pfarrkirche St. Peter und Paul | III/P   | 47       | seine größte Orgel ; bereits 1691 bei Stadtbrand zerstört                                                                           |
| 1688–1690 | Bischofswerda        | Stadtkirche Bischofswerda      | II/P    | 17       | vermutlich Neubau, da die Kosten erheblich waren, ersetzt durch Neubau von Jehmlich                                                 |
| 1693      | Göda bei Bautzen     | St. Peter und Paul             | I/P     | 11       | „im Manual acht Stimmen und drei Bässe mit kurzen Oktaven“, 1833 umgebaut durch Christian Gottfried Herbrig, 1988 Neubau durch Eule |
| 1695      | Torgau               | Marienkirche                   |         |          | nicht erhalten |
| 1696      | Zwickau-Planitz      | Schlosskirche                  |         |          | nicht erhalten außer wahrscheinlich drei Keilbälge, die ältesten erhaltenen in Sachsen, seit 2000 in Pomßen                         |
| 1699      | Neustadt an der Orla | Stadtkirche St. Johannis       |         |          | nicht erhalten |

### Weitere Arbeiten
| Jahr      | Ort                        | Gebäude                   | Manuale | Register | Bemerkungen |
| --------- | -------------------------- | ------------------------- | ------- | -------- | --- |
| 1667–1668 | Dresden                    | Kreuzkirche, Große Orgel  | III/P   | 35       | Umbau der Hauptorgel von Blasius Lehmann von 1512–1514, 1669 durch einen Brand erheblich beschädigt, danach Reparaturen, 1729 Erweiterung durch Johann Christian Heydenreich, 1760 im Siebenjährigen Krieg verschwunden, Kirche vollständig zerstört                                    |
| 1667–1668 | Dresden                    | Kreuzkirche, Kleine Orgel | II/P    | 18       | Umbau der Kleinen Orgel von Blasius Lehmann von um 1513, 1669 Beschädigung durch Brand, 1729 Wiederherstellung durch Johann Christian Heydenreich, 1760 gestohlen |
| 1679      | Freiberg                   | Stadtkirche St. Petri     |         |          | Großreparatur (1569 erstmals erwähnt und 1614 durch Gottfried Fritzsche umgebaut); 1728 bei einem Stadtbrand vernichtet; 1735 Neubau durch Gottfried Silbermann. |
| 1679–1680 | Leubnitz-Neuostra          | Kirche Leubnitz           |         |          | Die „alte“ Orgel (um 1600) wurde von Andreas Tamitius „fortgesetzt und anders mehr verfertiget“. Nicht erhalten |
| 1681      | Zwickau in Böhmen (Cvikov) | St. Elisabeth             |         |          | Reparatur der kaiserlichen Orgel von 1598 des Albrecht Wenzel Rudner |
| 1682      | Pirna                      | Stadtkirche St. Marien    |         |          | Erweiterung der Orgel aus Kloster Marienstern bei Mühlberg, diese war 1547 in die Stadtkirche St. Marien versetzt worden. Seit 1940 befindet sich der historische Prospekt von 1682 mit neuem Orgelwerk in der Wolfgangskapelle in Meißen-Obermeisa → Orgel der Wolfgangskapelle Meißen |